# Estercuel
Estercuel es un municipio y localidad española de la provincia de Teruel, en la comunidad autónoma de Aragón. El término municipal, ubicado en la comarca de Andorra-Sierra de Arcos, tiene una población de 203 habitantes (INE 2024). 

## Geografía
El pueblo está situado a una altitud de 829 m sobre el nivel del mar y ocupa una extensión de 55,9 km². La distancia por carretera hasta Teruel es de 120 kilómetros. Se accede por la carretera N-420 / N–211 y desde Gargallo a Estercuel por la TE-V 1332. Se encuentra en la falda de la sierra de San Just y no lejos de la sierra de los Moros, en la margen izquierda del río Estercuel, al que también llaman Zarzosa. En su término se encuentra el importante monasterio mercedario de Nuestra Señora del Olivar, donde Tirso de Molina ambientó La dama del Olivar.

## Demografía
Estercuel cuenta con una población de 203 habitantes (INE 2024).
| Gráfica de evolución demográfica de Estercuel entre 1842 y 2021                                                     |
| |
| Población de derecho según los censos de población del INE Población de hecho según los censos de población del INE |

## Economía
La economía tradicional de Estercuel se ha basado históricamente en la agricultura, la ganadería ovina y el comercio. Sin embargo a lo largo del siglo XX la principal actividad económica se ha basado en la minería de carbón para abastecer las cercanas centrales térmicas actualmente cerradas. La última mina de carbón del municipio cesó su actividad a final de 2018. Actualmente las principales actividades económicas son la minería de arcillas y áridos, la producción de aceite de oliva en la almazara de la cooperativa del municipio y el turismo.

## Administración y política
| Período   | Alcalde                   | Partido |  |
| --------- | ------------------------- | ------- |  |
| 1979-1983 | José María Magallón Rubio | UCD     |  |
| 1983-1987 | Pedro Lucas Parada        | PSOE    |  |
| 1987-1991 | Pedro Lucas Parada        | PSOE    |  |
| 1991-1995 | Pedro Lucas Parada        | PSOE    |  |
| 1995-1999 | Francisco Repiso Maedero  | PP      |  |
| 1999-2003 | Pedro Lucas Parada        | PSOE    |  |
| 2003-2007 | Pedro Lucas Parada        | PSOE    |  |
| 2007-2011 | Ángel Val Lecina          | PAR     |  |
| 2011-2015 | José Lahoz Lahoz          | PSOE    |  |
| 2015-2019 | Joaquín Lahoz Boltaña     | PSOE    |  |
| 2019-2023 | Joaquín Lahoz Boltaña     | PSOE    |  |
| 2023-2027 | Joaquín Lahoz Boltaña     | PSOE    |  |

| Partido político    | Partido político                                   | 2003   | 2007   | 2011   | 2015   | 2019   | 2023   |
| Partido político    | Partido político                                   | Ediles | Ediles | Ediles | Ediles | Ediles | Ediles |
|                     | Partido de los Socialistas de Aragón (PSOE-Aragón) | 4      | 1      | 2      | 4      | 4      | 3      |
|                     | Partido Popular de Aragón (PP)                     | —      | 2      | 2      | 1      | 1      | 2      |
|                     | Compromiso con Aragón (CA)                         | —      | —      | 3      | 0      | —      | —      |
|                     | Partido Aragonés (PAR)                             | 3      | 4      | 0      | 0      | 0      | —      |
| Total de concejales | Total de concejales                                | 7      | 7      | 7      | 5      | 5      | 5      |

## Patrimonio
- Iglesia parroquial de Santo ToribioErmita Virgen del OlivarMonasterio del Olivar.[7] Declarado bien de interés cultural en 1982.

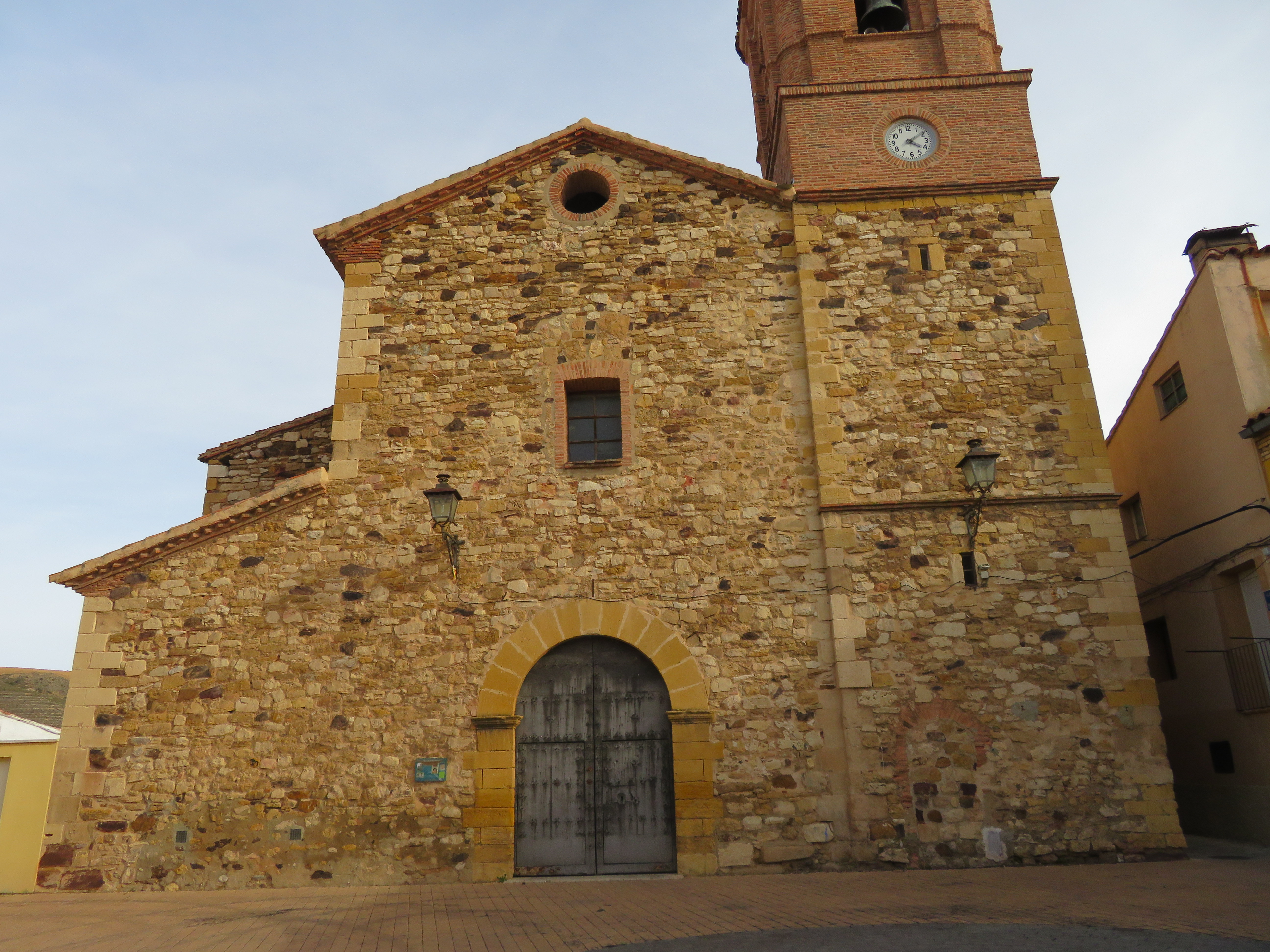
Iglesia parroquial de Santo Toribio

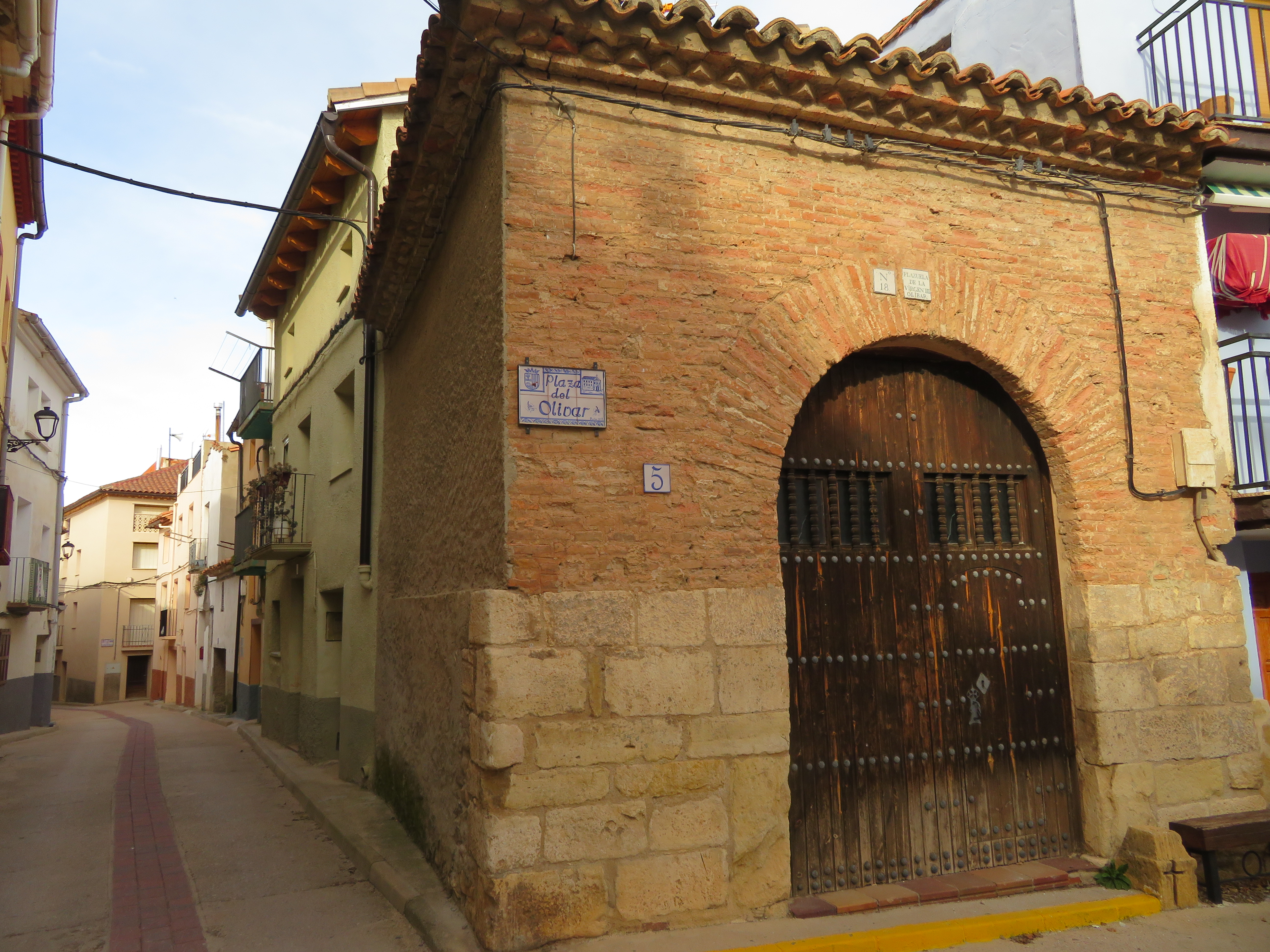
Ermita Virgen del Olivar

- El Castillo palacio de la Baronía, documentado desde el siglo XIII para uso defensivo y modificado posteriormente para uso residencial. Destaca su fachada este por su estructura de casona con portón y arco de entrada, y la fachada oeste por su carácter defensivo con aspilleras y contrafuertes de piedra.[8]
- Capilla de los Santos Mártires dedicada a San Antón, San Fabián y San Sebastián. Situada sobre la única puerta que se conserva de la antigua muralla (portal de la Barrera).[9]
- Museo del aceite. Antigua almazara museizada en la que se conserva toda la maquinaria e instalaciones del antiguo molino.

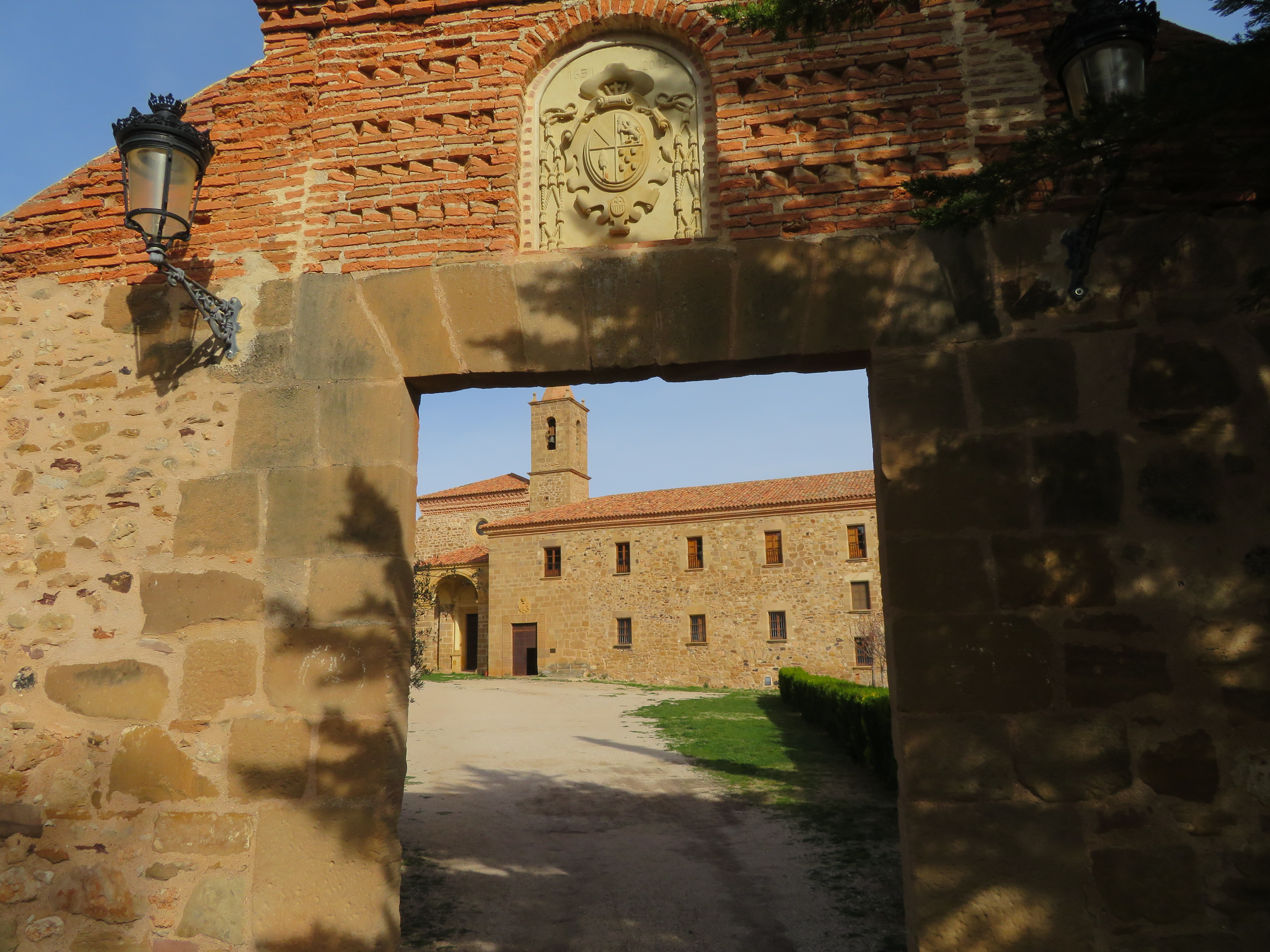
Monasterio de Nuestra Señora del Olivar

- Ermita de Santo Toribio del siglo XVIIMonasterio de Nuestra Señora del OlivarErmita de Santo Toribio (en ruinas) de estilo barroco del siglo XVII.

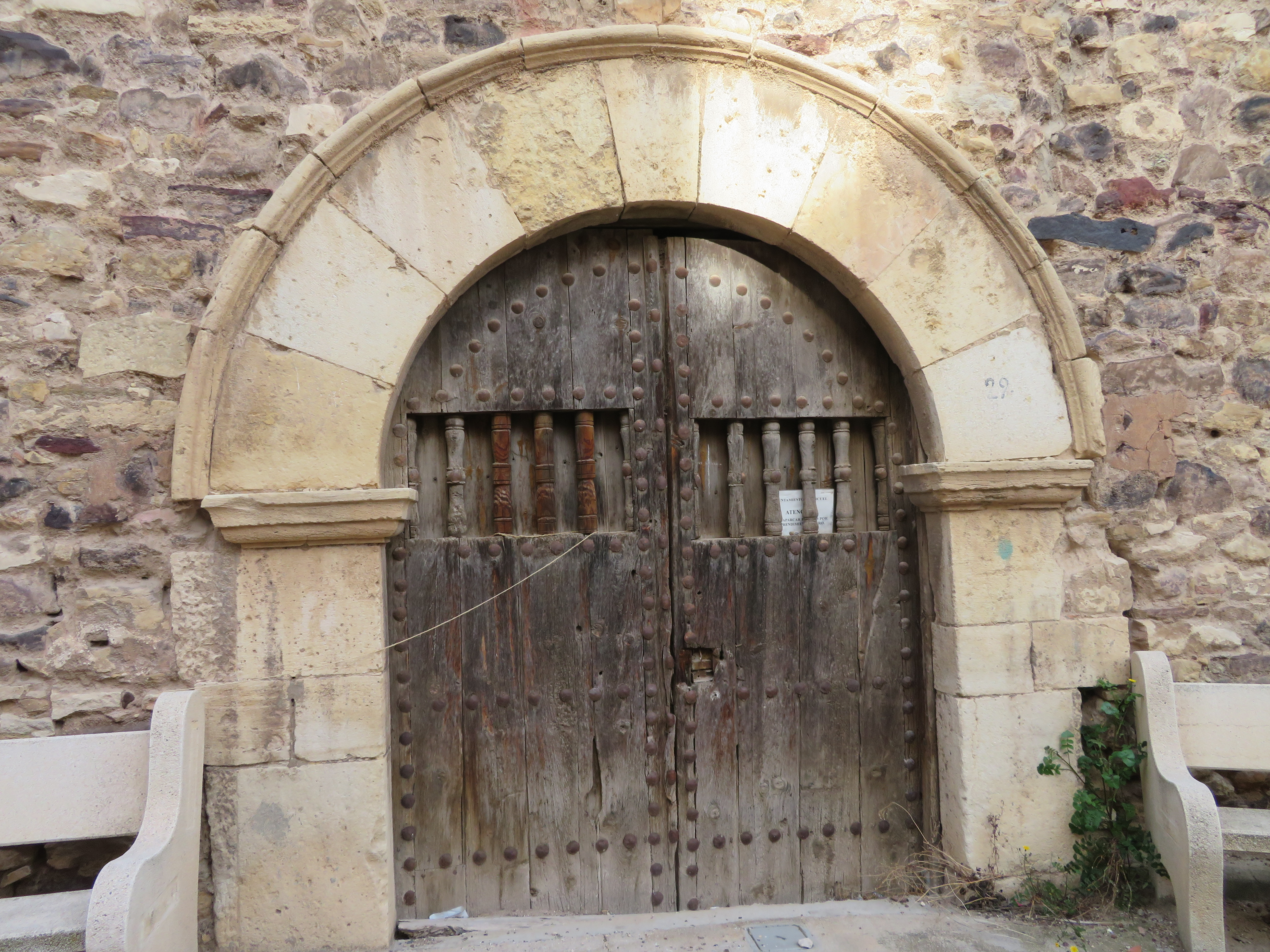
Ermita de Santo Toribio del

- Ermita del Olivar situada en el casco urbano.
- Ermita del Calvario. Situada en la cima del Monte Calvario con magníficas vistas sobre el paisaje y la población. Esta ermita de estilo barroco del siglo XVIII, ha sido rehabilitada y restaurada recientemente. Anexo a la ermita se localiza el "caseto nublo", del siglo XIV, que alberga la última estación de un Viacrucis cuyas estaciones se despliegan a lo largo de la falda del Monte Calvario.
- Iglesia parroquial de Santo Toribio, de estilo barroco, construida en el siglo XVII y restaurada en el siglo XXI. Las pinturas de la cúpula central datan del siglo XIX y evocan la Predicación de San Pedro rodeado de los cuatro evangelistas.
- Centro de interpretación del fuego y la fiesta. Espacio divulgativo situado en las cuevas-bodegas del castillo de Estercuel que dispone de tres secciones diferenciadas: el fuego como elemento mágico y funcional, el fuego y las manifestaciones festivas, y el fuego y la fiesta de la Encamisada. También se expone el antiguo lagar recuperado de la bodega con sus prensas y trujaletas, y elementos utilizados antiguamente para la elaboración del vino.

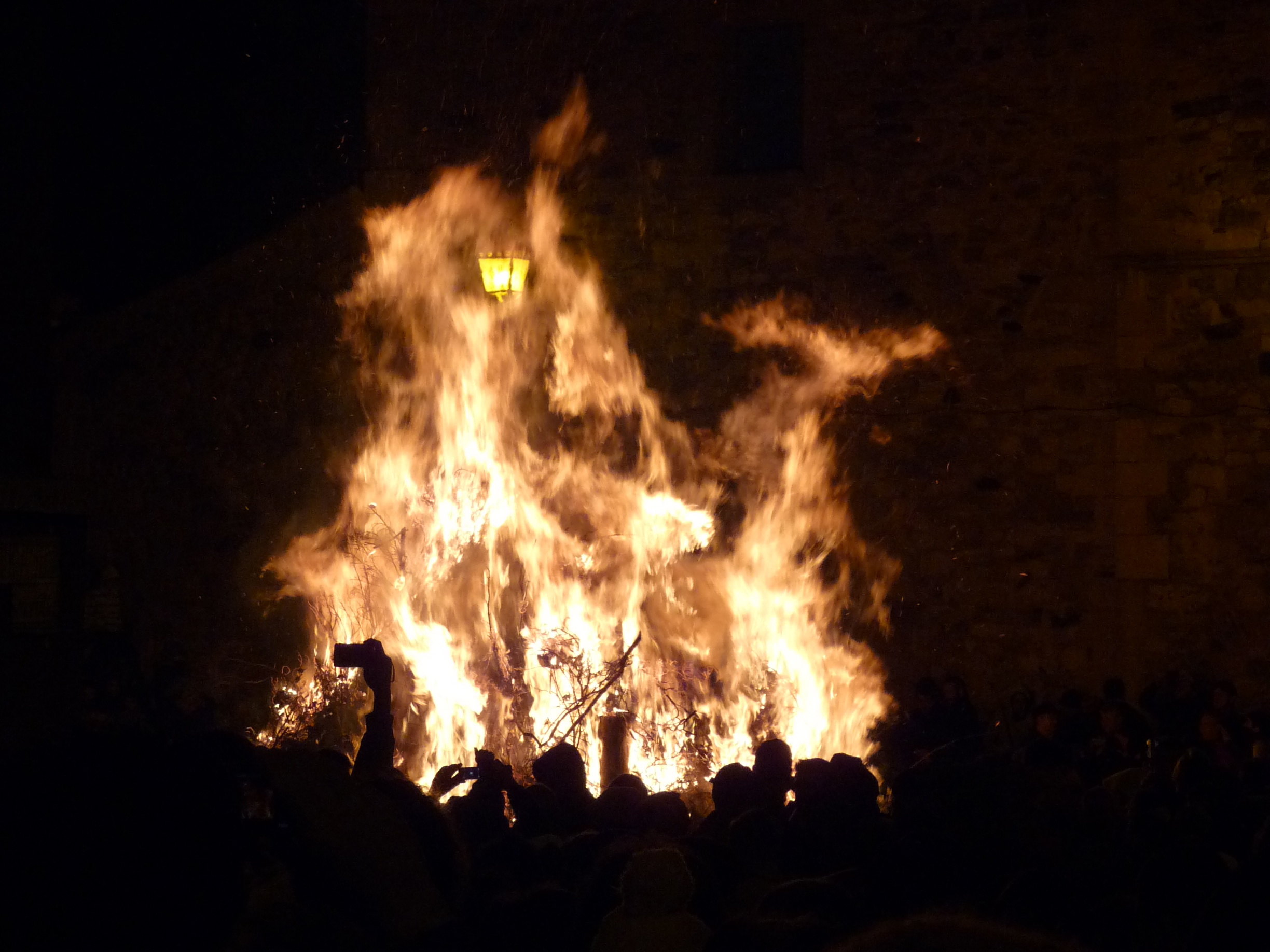
La Encamisada

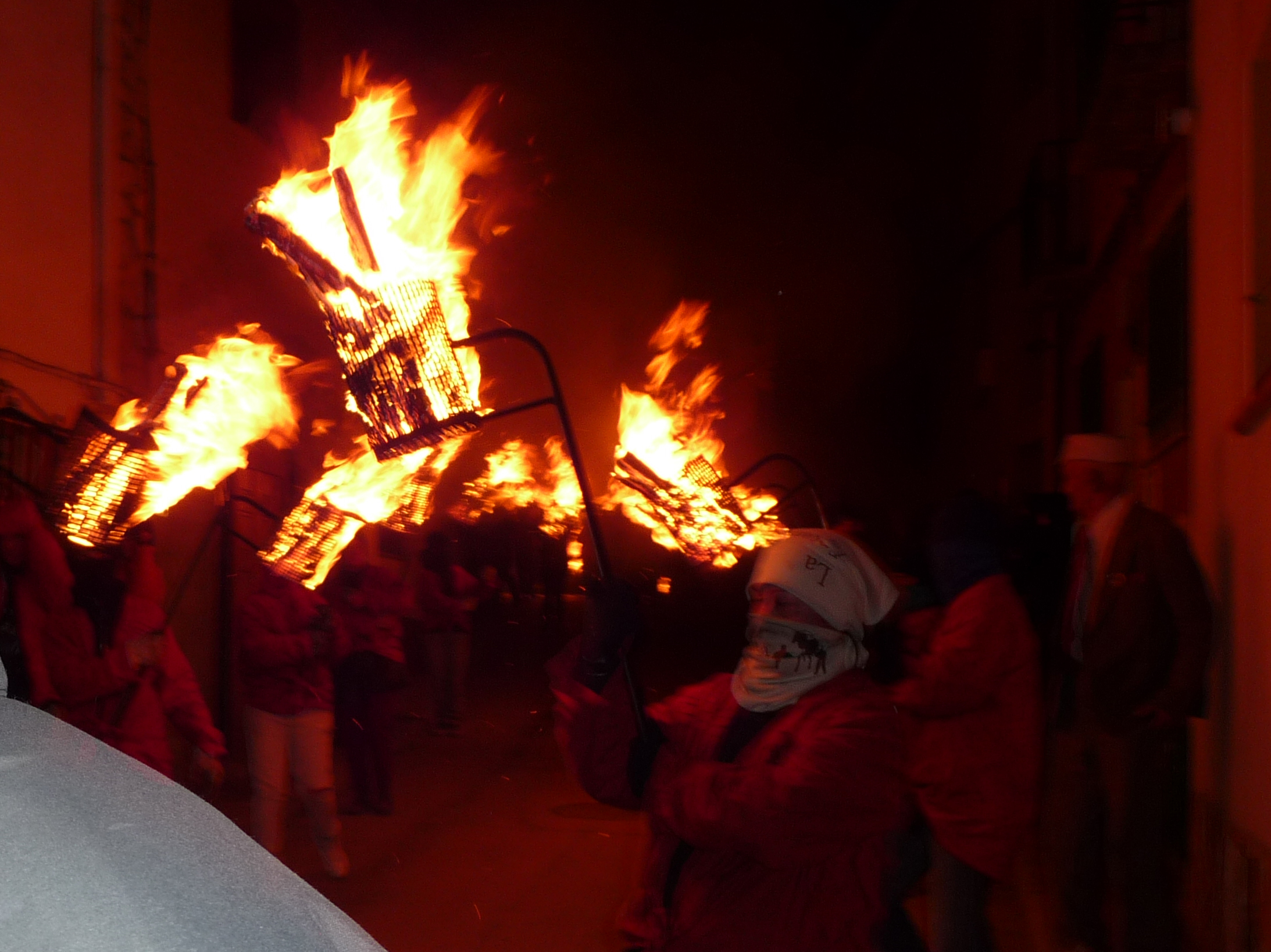
La Encamisada

## Fiestas
Estercuel celebra sus fiestas patronales en honor de Santo Toribio, el 16 de abril, y de Nuestra Señora del Olivar, el 9 de septiembre, pero lo que le ha dado fama es la “Encamisada”, una peculiar cabalgata y procesión que abre las celebraciones de los Sanantones en el mes de enero. También se celebran fiestas populares y semana cultural en agosto y una interesante feria medieval bianual (años impares) en el mes de marzo.

### La Encamisada
Todos los años, el fin de semana más próximo al día 19 de enero se celebra la fiesta de los Sanantones en la que destaca la procesión de La Encamisada. Los actos a celebrar en la fiesta propiamente dicha tienen este orden: la Salve en el portal de los Santos Mártires, el encendido de las hogueras, la procesión y cabalgata de la Encamisada por todo el pueblo y la cena popular alrededor de las hogueras. Se solía bailar este noche la jota popular de El Reinau. Al día siguiente se realiza la Llega, una colecta para sufragar gastos de la fiesta, la Misa Mayor donde se hace la saca de hacha cuando los mayorales portan hachones de vela vestidos con blancos roquetes y el popular reparto de pan bendito por parte de las mujeres de los fiesteros ataviadas con bellos y tradicionales trajes de fiesta y, para terminar, el refresco y el Baile de las Coronas, un acto representativo del cambio de poderes donde los cargos salientes ofrecen sus sombreros a los entrantes en una danza. Los gaiteros que van interpretando las músicas tradicionales de cada ceremonia completan esta muestra de la idiosincrasia de las gentes de Estercuel.